# Ignacio Fontes
Ignacio Fontes, né le 22 juin 1998 à Grenade, est un athlète espagnol, spécialiste des courses de demi-fond.

## Biographie
Il remporte le titre du 1 500 mètres lors des championnats d'Europe espoirs d'athlétisme 2019 à Gävle en Suède.
En 2021, il termine au pied du podium des championnats d'Europe en salle, et pour sa première participation Jeux olympiques, il se classe 13e et dernier de la finale des Jeux de Tokyo.

## Palmarès
| Date | Compétition                                | Lieu   | Résultat | Épreuve | Temps         |
| ---- | ------------------------------------------ | ------ | -------- | ------- | ------------- |
| 2019 | championnats d'Europe espoirs d'athlétisme | Gävle  | 1er      | 1 500 m | 3 min 50 s 58 |
| 2021 | Championnats d'Europe en salle             | Toruń  | 4e       | 1 500 m | 3 min 39 s 66 |
| 2021 | Jeux olympiques                            | Tokyo  | 13e      | 1 500 m | 3 min 38 s 56 |
| 2022 | Championnats du monde                      | Eugene | 11e      | 1 500 m | 3 min 34 s 71 |

## Records
| Épreuve      | Performance   | Date           | Lieu      |
| ------------ | ------------- | -------------- | --------- |
| 1 500 mètres | 3 min 33 s 27 | 4 juillet 2021 | Stockholm |